# 第8版 (マジック:ザ・ギャザリング)
第8版（8th Edition）はマジック:ザ・ギャザリングのカードセット。2003年7月28日にアメリカや日本などで発売された。全350種類（絵違い含む）。略記は8E、8ED。
アルファからスカージまでのうち、アングルードを除くすべてのカードセットから、それぞれ1枚以上のカードが再録された。また、新しいカード枠デザインがこのセットより導入された。
販売前には、「第８版を選ぼう」という、一般投票によって第８版に再録するカードを決定する企画が開催された。

## 代表カード
- ファイレクシアの疫病王など。